# 2013 JP64
2013 JP64, também escrito como 2013 JP64, é um objeto transnetuniano que está localizado no disco disperso, uma região do Sistema Solar. Ele possui uma magnitude absoluta de 8,5 e tem um diâmetro estimado de 88 km.

## Descoberta
2013 JP64 foi descoberto no dia 8 de maio de 2013 pelo Outer Solar System Origins Survey.

## Órbita
A órbita de 2013 JP64 tem uma excentricidade de 0,437 e possui um semieixo maior de 57,611 UA. O seu periélio leva o mesmo a uma distância de 32,429 UA em relação ao Sol e seu afélio a 82,794 UA.